# چقه زناره
چقه زناره که به اختصار با نامِ جقه یا چُقِّه شناخته می شود؛ 
نوعی پوشاک مردمِ قشقایی و لر است که ویژهٔ جنگ و شکار مردان آن‌ها است. چقه را از پارچهٔ پشمی آستین دار سفید رنگ و نازکی تهیه می‌کنند. بلندی چقه تا زانوها و قسمت جلوی آن مانند قبا چاک‌دار است.
این پوشش به دو رنگ اصلیِ سفید و نخودی(کم رنگ) بافته می شود. 
رنگ سفید آن که در کارخانه ها و کارگاه های نمدمالی بافته می شود؛ مختصِ مجالس عروسی و مناسب برای داماد ها می باشد؛ و رنگ دیگر آن که دستباف بوده و کمی تیره تر از آن مایل به کرمی رنگ است؛ توسط افراد بزرگتر و در شکار و جنگ استفاده می شود.
برای تزیین چقه آن را با زناره و گُمبل
های پرچمی به صورت (سبز،سفیدوقرمز) و رنگ های دیگر زیباتر می کنند.
چقه و زناره قسمتی از تکه های اصلی لباس مردانِ لراست که در سالِ ۱۳۹۱ با شمارهٔ 923 به ثبت آثار ناملموس فرهنگی کشور رسیده است.